# Rachelina Ambrosini
Rachelina Ambrosini (2 de julho de 1925 - 10 de março de 1941) era uma adolescente católica romana italiana. A sua infância foi marcada pela grande devoção à Mãe Santíssima e era conhecida pela sua disposição inteligente e gentil para com aqueles com quem tinha contacto. Mas na década de 1930 ela teve um sonho em que lhe disseram que morreria antes de completar dezesseis anos. Isso aconteceu depois que ela morreu de meningite grave em 1941.
A causa de sua beatificação teve início em 1958 em Benevento e culminou em meados de 2012, depois que o Papa Bento XVI confirmou sua virtude heroica e a nomeou Venerável.

## Vida
Rachelina Ambrosini nasceu em meados de 1925 como filha única do Dr. Alberto Ambrosini (também proprietário de terras) e Filomena Sodrillo na pequena aldeia Passo di Dentecane perto de Pietradefusi na província de Avellino. Seu tio paterno era padre. Seu batismo foi celebrado em 7 de novembro de 1925.
Em 1929 ela estava no jardim de sua casa quando viu a Virgem Maria e correu para contar a sua mãe: "Você sabe, mamãe, eu vi a Nossa Senhora!" A devoção mariana partiu de sua mãe, que supervisionou sua formação religiosa inicial na infância. Ambrosini fez sua primeira comunhão em 12 de junho de 1932. Em 1933, ela contraiu o sarampo e se recuperou. Na escola, ela disse à professora que, em sua doença, teve uma visão de Santo Antônio, que a curou antes de dizer que a conduziria ao Céu após sua morte, que aconteceria antes de ela completar dezesseis anos.
A menina se distinguiu por sua grande devoção e fé desde a infância e era conhecida por ser uma criança extrovertida e inteligente, gentil e obediente aos que a cercavam. Em Bari, ela frequentou o ensino médio antes de se mudar para Roma para os estudos do ensino médio que as freiras supervisionaram. Em 1936, seu pai sofreu de uma doença grave, à qual sua filha ofereceu a própria vida em troca da dele; seu pai logo se recuperou.
Em 1941, ela desenvolveu otite purulenta - uma infecção grave no ouvido - juntamente com uma grave meningite, pela qual foi hospitalizada em 26 de fevereiro. A adolescente também previu a data de sua morte. Sua morte ocorreu em um hospital romano em 10 de março de 1941, após ter recebido a Extrema Unção. Seus restos mortais foram posteriormente exumados de seu túmulo em Campanarello e transferidos para a igreja de Santa Maria e Sant'Alessio em Venticano em 28 de setembro de 1958.

## Processo de beatificação
O processo de beatificação foi iniciado em Benevento em dezembro de 1958 e encerrado após a conclusão das investigações em abril de 1961; durante esse período, um segundo processo estava sendo realizado simultaneamente ao processo informativo de 1959 até 1960. A introdução formal da causa ocorreu em 13 de novembro de 1991, depois que a Congregação para as Causas dos Santos concedeu ao " nihil obstat " (nada contra) o título póstumo de Ambrosini de Servo de Deus legitimado. A diocese de Benevento realizou outra investigação de 7 de dezembro de 1991 a 8 de abril de 1995 com a C.C.S. validando os processos anteriores em Roma em 16 de fevereiro de 1996, antes de receber o dossiê Positio em 2001 para avaliação.
Teólogos discutiram e aprovaram o dossiê em 19 de novembro de 2010, com os cardeais e bispos membros do CCS também aprovando a causa em sua reunião realizada em 3 de abril de 2012. O Papa Bento XVI intitulou Ambrosini como Venerável um mês depois, em 10 de maio, após confirmar que o adolescente viveu uma vida de virtudes heroicas.
Sua beatificação depende da confirmação papal de um milagre atribuído à sua intercessão. Um desses casos foi relatado em Benevento, onde um processo diocesano foi realizado para investigar o suposto milagre. O processo foi encerrado em Benevento a 3 de dezembro de 2017.

O atual postulador desta causa é o frade franciscano conventual Raffaele Di Muro.